# Massimiliano Allegri
Massimiliano Allegri (Livorno, 11 augustus 1967) is een Italiaans voetbaltrainer en voormalig voetballer.

## Voetbalcarrière
Allegri heeft in zijn carrière, die negentien jaar duurde, onder contract gestaan bij elf clubs. Het avontuur begon bij Cuoiopelli. In 2003 maakte hij een eind aan zijn spelerscarrière. Zijn laatste club was Aglianese.

## Trainerscarrière
Bij Aglianese werd hij in 2004 benoemd tot hoofdtrainer, maar na een seizoen vertrok hij naar SPAL. De voormalige middenvelder vertrok in 2005 naar Grosseto en kwam in 2007 terecht bij Sassuolo. Van 2008 tot 2010 was hij eindverantwoordelijke bij Cagliari. Medio 2010 tekende hij een contract bij AC Milan, waar hij de opvolger werd van Leonardo. In zijn eerste seizoen won hij meteen de Italiaanse landstitel. Hij moest op 13 januari 2014 vertrekken bij de club, een dag na de nederlaag (4–3) bij zijn voormalige werkgever Sassuolo. Allegri behaalde 22 punten in 19 wedstrijden. Hij werd in 2014 aangesteld als hoofdtrainer van Juventus.
Met Allegri aan het roer won Juve in drie seizoenen zowel de landstitel als de beker. In 2015 won het ook de Supercoppa Italiana. In het seizoen 2016/17 stond Allegri nog met zijn ploeg in de finale van de UEFA Champions League, waar het met 4–1 verloor van titelverdediger Real Madrid. Kort daarop verlengde hij zijn contract bij de club uit Turijn tot de zomer van 2020. Op 17 mei 2019 maakte hij bekend na het seizoen 2018/19 te stoppen als trainer van Juventus. Hij werd opgevolgd door Maurizio Sarri. In mei 2021 werd Allegri opnieuw aangesteld als hoofdtrainer van Juventus.

## Erelijst
Als speler
 Livorno
- Coppa Italia Serie C: 1986/87

 Aglianese
- Serie D: 2001/02 (groep D)

Als trainer
 Sassuolo
- Serie C1: 2007/08

 AC Milan
- Serie A: 2010/11
- Supercoppa Italiana: 2011

 Juventus
- Serie A: 2014/15, 2015/16, 2016/17, 2017/18, 2018/19
- Coppa Italia: 2014/15, 2015/16, 2016/17, 2017/18
- Supercoppa Italiana: 2015, 2018

Individueel als trainer
- Panchina d'Oro Prima Divisione: 2007/08
- Albo Panchina d'Oro: 2008/09, 2014/15, 2016/17, 2017/18
- Migliore allenatore AIC (Serie A Trainer van het Jaar): 2011, 2015, 2016, 2018
- Premio Nazionale Enzo Bearzot: 2015
- IFFHS World's Best Club Coach: 2015 (derde plaats), 2017 (tweede plaats)
- The Best FIFA Men's Coach: 2017 (derde plaats)
- Gazzetta Sports Awards – Trainer van het Jaar: 2018
- Hall of Fame del calcio italiano: 2018